# Grecja na Zimowych Igrzyskach Olimpijskich 1956
Grecję na Zimowych Igrzyskach Olimpijskich 1956 reprezentowało trzech zawodników (sami mężczyźni). Był to czwarty start reprezentacji Grecji na zimowych igrzyskach olimpijskich. Wszyscy zawodnicy startowali w narciarstwie alpejskim.

## Skład kadry

### Narciarstwo alpejskie
Mężczyźni
| Zawodnik             | Konkurencja | Konkurencja | Konkurencja     | Konkurencja     | Konkurencja         | Konkurencja              | Konkurencja              | Konkurencja              |
| Zawodnik             | Zjazd       | Zjazd       | Slalom gigant   | Slalom gigant   | Slalom specjalny    | Slalom specjalny         | Slalom specjalny         | Slalom specjalny         |
| Zawodnik             | Czas        | Pozycja     | Czas            | Pozycje         | Czas 1-go przejazdu | Czas 2-go przejazdu      | Czas łączny              | Pozycja                  |
| -------------------- | ----------- | ----------- | --------------- | --------------- | ------------------- | ------------------------ | ------------------------ | ------------------------ |
| Christos Papajeorjiu | 8:03,2      | 47.         | 7:24,5          | 87.             |                     |                          |                          |                          |
| Aris Watimbelas      | 5:44,2      | 46.         | 5:23,6          | 85.             | Dyskwalifikacja     | Nie ukończył konkurencji | Nie ukończył konkurencji | Nie ukończył konkurencji |
| Aleksandros Wuksinos |             |             | Dyskwalifikacja | Dyskwalifikacja |                     |                          |                          |                          |